# Creu de terme de Can Llaurador
La creu de terme de Can Llaurador és una creu de terme gòtica situada a l'entrada de Teià (Maresme) i protegida com a bé cultural d'interès nacional.

## Descripció
La creu de terme té les dues cares esculpides i extrems desenvolupats en motius vegetals. A un costat de la creu hi ha representat el Sant Crist, a l'altra la Verge Maria amb l'infant Jesús als braços i a sota de cadascun dues figures. La creu, en els braços pròpiament, és reforçada per quatre arcs desenvolupats a manera de rosassa.

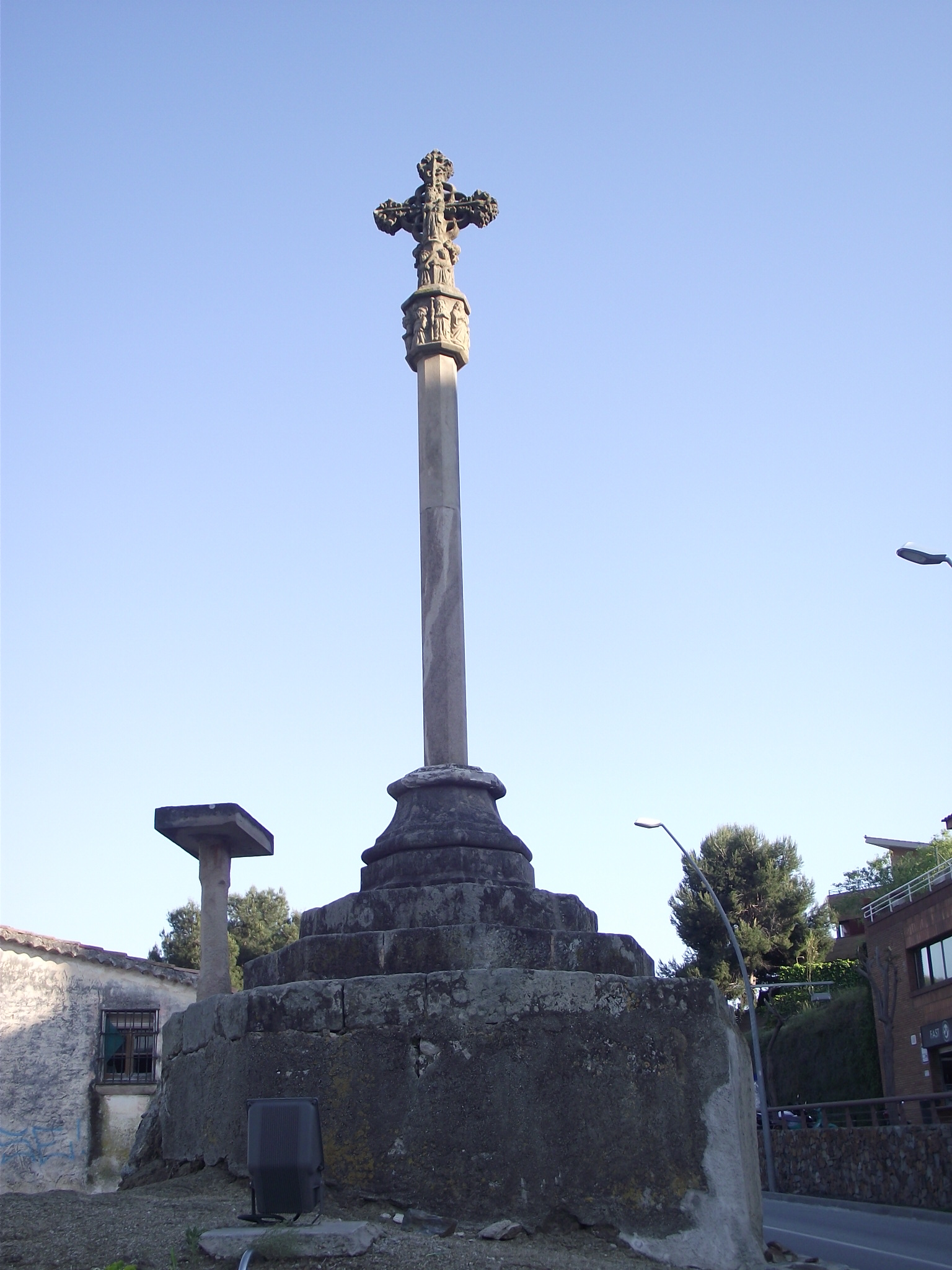
Vista actual de la Creu de terme de Can Llaurador

Al capitell de la columna, que sosté la creu, estan representats sant Martí partint la capa (patró de Teià), santa Magdalena, sant Pere, sant Joan Baptista, sant Jaume i sant Francesc d'Assís.

## Història
La creu pertany a Can Llaurador i es tracta d'una creu d'entrada al poble. Aquesta creu podria estar relacionada amb la pesta que l'any 1589 començà a Can Llaurador. De fet, no se sap quan fou realitzada, però és probable que ho fos al segle xvi. Gudiol l'esmenta entre les creus que tenen el cardot com a motiu ornamental, moltes d'elles datades amb certesa entre el 1558 i el 1589.
Enderrocada el 1936, fou restaurada i aixecada novament. En la nova col·locació fou lleument girada.